# 보델레 함몰지

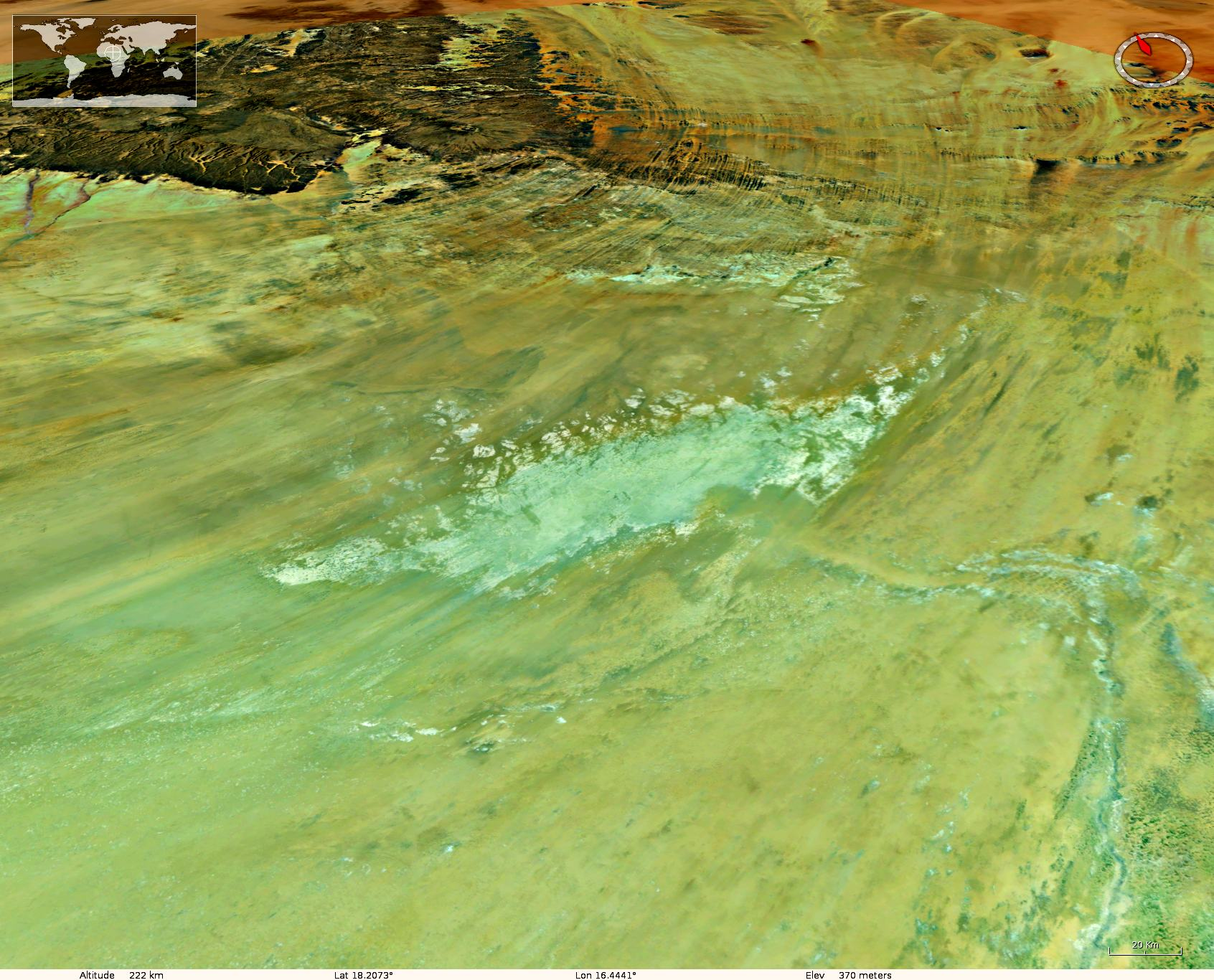
동북쪽 방향으로 보델레 함몰지의 경사면을 올려부는 바람, NASA 월드윈드.

보델레 함몰지(프랑스어: Dépression du Bodélé bɔ.de.le[*], 영어: Bodélé Depression)는
중앙아프리카 북부 사하라 사막 남쪽 끝의 함몰지이며 차드의 최저점이다. 길이는 약 500km, 너비는 150km이며 깊이는 160m이다. 함몰지 최저점의 해발고도는 약 155m이다. 과거 내륙유역이었던 보델레 함몰지의 모래폭풍은 아마존 우림까지 날아간다.
보델레 함몰지에서 모래폭풍은 연간 100일 가량 나타난다. 2004년 2월 모래폭풍은 서아프리카와 카보베르데까지 휩쓸었다. 바람이 티베스티산맥과 엔네디고원 사이를 휩쓸면서 보델레 함몰지를 통과한다. 보델레 함몰지에는 홀로세 시절 형성된 호수의 흔적이 남아있다.
선사시대 거대했던 차드호에 서식하던 돌말류는 오늘날 보델레 함몰지 위에 말라붙어 있으며, 모래폭풍의 주요 구성성분이다. 이러한 유기물 성분은 모래폭풍을 타고 대서양을 너머 아마존 우림까지 날아가 주요 영양 성분이 된다.